# Normanton on Soar
Normanton on Soar – wieś w Anglii, w hrabstwie Nottinghamshire, w dystrykcie Rushcliffe. Leży 18 km na południowy zachód od miasta Nottingham i 163 km na północny zachód od Londynu.